# Bellefonte (Pennsylvania)
Bellefonte település az Amerikai Egyesült Államok Pennsylvania államában, Centre megyében, melynek megyeszékhelye is. Lakosainak száma 6105 fő (2020).

## Népesség
A település népességének változása:
| Lakosok száma | 303  | 433  | 698  | 1032 | 1179 | 4216 | 5651 | 6395 | 6187 | 6105 |
|               | 1810 | 1820 | 1830 | 1840 | 1850 | 1900 | 1950 | 2000 | 2010 | 2020 |